# Clubiona revilliodi
Clubiona revillioidi là một loài nhện trong họ Clubionidae.
Loài này thuộc chi Clubiona. Clubiona revillioidi được Roger de Lessert miêu tả năm 1936.